# Eleazar Meletinskij
Eleazar Moiseevič Meletinskij (in russo Елеазар Моисеевич Мелетинский?; Charkiv, 22 ottobre 1918 – Mosca, 16 dicembre 2005) è stato un filologo, storico della letteratura, comparatista e culturologo russo.

## Biografia
Figlio dell'ingegnere Moses Lazarevič e del medico Raisa J. Margolis, si trasferì con la sua famiglia prima in Crimea e poi a Mosca, dove compì gli studi, terminando il liceo nel 1935, per iscriversi alla Facoltà di Filologia presso l'Istituto universitario di storia, filosofia e letteratura (MIFLI) di Mosca, di cui frequentò i corsi negli anni dal 1935 al 1940, laureandosi nel 1940.
Dopo la seconda guerra mondiale, a cui partecipò come volontario, conseguì il dottorato in filologia sotto la guida di Victor Maksimovič Žirmunskij e insegnò letteratura e folklore nell'università statale carelo-finnica. Trascorse alcuni anni nei gulag dell'URSS e fu liberato nel 1954 alla morte di Stalin. Insegnò quindi all'Istituto di Letteratura Mondiale "A.M. Gorkij" (IMLI), dell'Accademia russa delle scienze.
Nel 1971 vinse a Palermo il premio internazionale di studi demo-etno-antropologici Giuseppe Pitrè per il miglior lavoro sul folklore, ma non gli fu concesso dal governo sovietico di venire in Italia a ritirarlo.
Nel 1990 gli fu assegnato il premio di stato dell'URSS per la realizzazione dell'enciclopedia I miti dei popoli del mondo. Nel 1989 si era trasferito all'Università statale per le Scienze umane di Mosca (RGGU), dove tra il 1989 e il 1994 istituì e diresse la cattedra di Storia e teoria della cultura mondiale, insieme ad S. S. Averincev, M. L. Gasparov, A. Ja. Gurevič e V. V. Ivanov.
Morì a Mosca il 16 dicembre 2005.

## Opera critica
La sua ricerca critica e la sua attività di docente si sono svolte nell'ambito delle letterature comparate e del folklore; egli ha ripreso e proseguito il progetto di Aleksandr Nikolaevič Veselovskij di una poetica storica, una scienza della formazione dei generi letterari dal mito e dal rito primitivi.
In parallelo con le ricerche, egli svolse un'incessante attività di editore, redattore e direttore di collane di pubblicazioni (“Studi sul folklore e la mitologia orientali” , oppure “Fiabe e miti dei popoli d'Oriente”) in cui riversò tutto il suo impegno divulgativo, didattico e illuministico, volto alla realizzazione dell'idea dello sviluppo della conoscenza umanistica attraverso gli ampi studi comparativi e tipologici sulle tradizioni culturali, e volto anche a eliminare la distanza tra la ricerca scientifica e l’insegnamento.
Nel corso della sua vita sembra aver lavorato a un unico progetto, scandito dalle sue pubblicazioni più importanti e da una ricca serie di saggi complementari: lo studio delle relazioni fra mito e letteratura. Alla fiaba dedicò la sua prima monografia (L'eroe della fiaba di magia: origine di un personaggio, 1958), all'epos successivamente dedicò tanto una sintesi storica e teorica (L'origine dell'epos eroico: le prime forme e i monumenti arcaici, 1963) quanto uno studio applicativo sui testi medievali scandinavi (L'Edda e le prime forme dell'epos, 1968).
Dall'epos al mito, alla ricerca delle origini dell'arte verbale e alle fonti della narratività, le sue ricerche si spostano sui fenomeni di riuso del mito (mitologismo) nella cultura e nella letteratura novecentesche (La poetica del mito, 1976); invece schiettamente etnografico è lo studio comparativo su L'epos mitologico paleoasiatico: il ciclo del corvo (1979). In seguito, Meletinskij si rivolge alla letteratura d'autore, al romanzo, considerato nelle sue forme occidentali e orientali (Il romanzo medievale: origine e forme classiche, 1983). Negli anni ottanta del XX secolo pubblica nuove grandi opere di sintesi che approfondiscono lo studio delle grandi forme narrative (Introduzione alla poetica storica dell'epos e del romanzo, 1986) e, pochi anni dopo, le forme narrative brevi (La poetica storica della novella, 1990). Negli anni novanta il suo interesse si volge al problema degli archetipi letterari e alla letteratura moderna e contemporanea russa.

## Altri esponenti della culturologia
Si indicano qui alcuni altri autori che si possono riportare all'indirizzo scientifico della culturologia :
- Jurij Michajlovič Lotman, semiologo
- Boris Andreevič Uspenskij, semiologo e linguista
- Vladimir Nikolaevič Toporov, linguista e indeuropeista
- Michail Michajlovič Bachtin, filosofo e critico della letteratura
- Aron Jakovlevič Gurevič, storico della cultura medievale
- Leonid M. Batkin, italianista
- Olga Freidenberg, classicista
- Michail L. Gasparov, filologo e metricologo
- Sergej S. Averincev, bizantinista
- Vjačeslav Vs. Ivanov, linguista